# Чамоков, Туркубий Нухович
Туркубий Нухович Чамоков (1941, аул Кабехабль — 2017, Майкоп) — ученый-литературовед, адыгейский писатель, Доктор филологических наук, профессор.  Член Союза писателей России. Заслуженный деятель науки Республики Адыгея, академик Адыгской (Черкесской) международной академии наук.

## Биография
Родился 29 января 1941 года в ауле Кабехабль Шовгеновского района Адыгеи.
В 1963 году окончил филологический факультет Адыгейского государственного педагогического института (ныне Адыгейский государственный университет). С 1963 по 1966 год — аспирант Воронежского государственного пединститута (ныне Воронежский государственный педагогический университет).
В 1967 году защитил диссертацию на соискание ученой степени кандидата филологических наук, а в 1989 году стал доктором филологических наук.
С 1966 года по 2017 год преподавал в Адыгейском государственном университете и прошел путь от старшего преподавателя до профессора. Был одним из основателей факультета адыгейской филологии и культуры и возглавлял его с момента создания до 2002 года, под его руководством защищено около двадцати диссертаций. Многие годы руководил кафедрой русской филологии на факультете.
В 2001 году ему было присуждено звание "Заслуженный деятель науки Республики Адыгея".
Являлся членом Союза писателей России, академиком Адыгской (Черкесской) международной академии наук. Являлся автором более 80 научных статей, множества работ, монографий и учебных пособий. Им изданы поэтические сборники, сборники литературно-критических статей, творческих портретов и этюдов. Вершиной писательской деятельности Чамокова стало издание в 2016 году его исторического романа «Зов предков».
Скончался 9 февраля 2017 года. 

## Публикации

### Книги
- адыг. Жъогъохэчъ (Звездопад) — Майкоп, 1967
- В созвездии сияющего братства — М: Современник, 1976
- В ритме эпохи — Нальчик: Эльбрус, 1986
- Смена эпох и достоинство слова. Избранные литературно-критические труды — Майкоп: Адыг. респ. кн. изд-во, 2012
- Зов предков — Майкоп, 2016

### Статьи
- Чамоков Т.Н. О преемственности и новаторстве в системе адыгской новописьменной прозы. — 2011 год.
- Чамоков Т.Н. «Ц1ыфыгъэм фэбэнэрэ псалъэр» («На страже гуманизма»). — 1992 год., Майкоп

## Награды
- Заслуженный деятель науки Республики Адыгея